# کنشن-زامک
کنشن-زامک (به لهستانی:  Knyszyn-Zamek) یک روستا در لهستان است که در گمینا کنشن واقع شده‌است.